# You Never Give Me Your Money
〈You Never Give Me Your Money〉는 비틀즈의 노래로 앨범 《Abbey Road》의 B 사이드 메들리를 시작하는 곡이다. 폴 매카트니의 주도로 작곡되었으나 레논-매카트니로 표기된다.
노래는 클래식 스타일의 폴의 노래로 시작한다. 그 다음으로 콧소리가 들어간 바리톤 목소리로 노래를 부르는데, 가슴 아픈 가사 내용과는 대조적이다. 그 뒤로 조지 해리슨의 블루스 록 스타일의 차분한 연주가 이어진다. 노래는 자장가를 연상시키는 반복구로 조용해지며 끝나는데, 이전 트랙 〈Here Comes the Sun〉 기타 리프와 비슷한 연주도 진행된다. 이 부분은 메들리의 곡중 하나인 〈Carry That Weight〉에 중간 부분에서 반복된다. 이 노래는 레슬리 스피커의 탁월한 사용과 후기 비틀즈 사운드로 표현되는 아르페지오 기타 파트로 유명하다.

## 참여 인원
이언 맥도날드에 의하면:
- 폴 매카트니 – 리드와 백킹 보컬, 피아노, 베이스, 풍경, 테이프 루프
- 존 레논 – 기타, 백킹 보컬
- 조지 해리슨 – 기타, 백킹 보컬
- 링고 스타 – 드럼, 탬버린